# Hildegarda (abadesa)

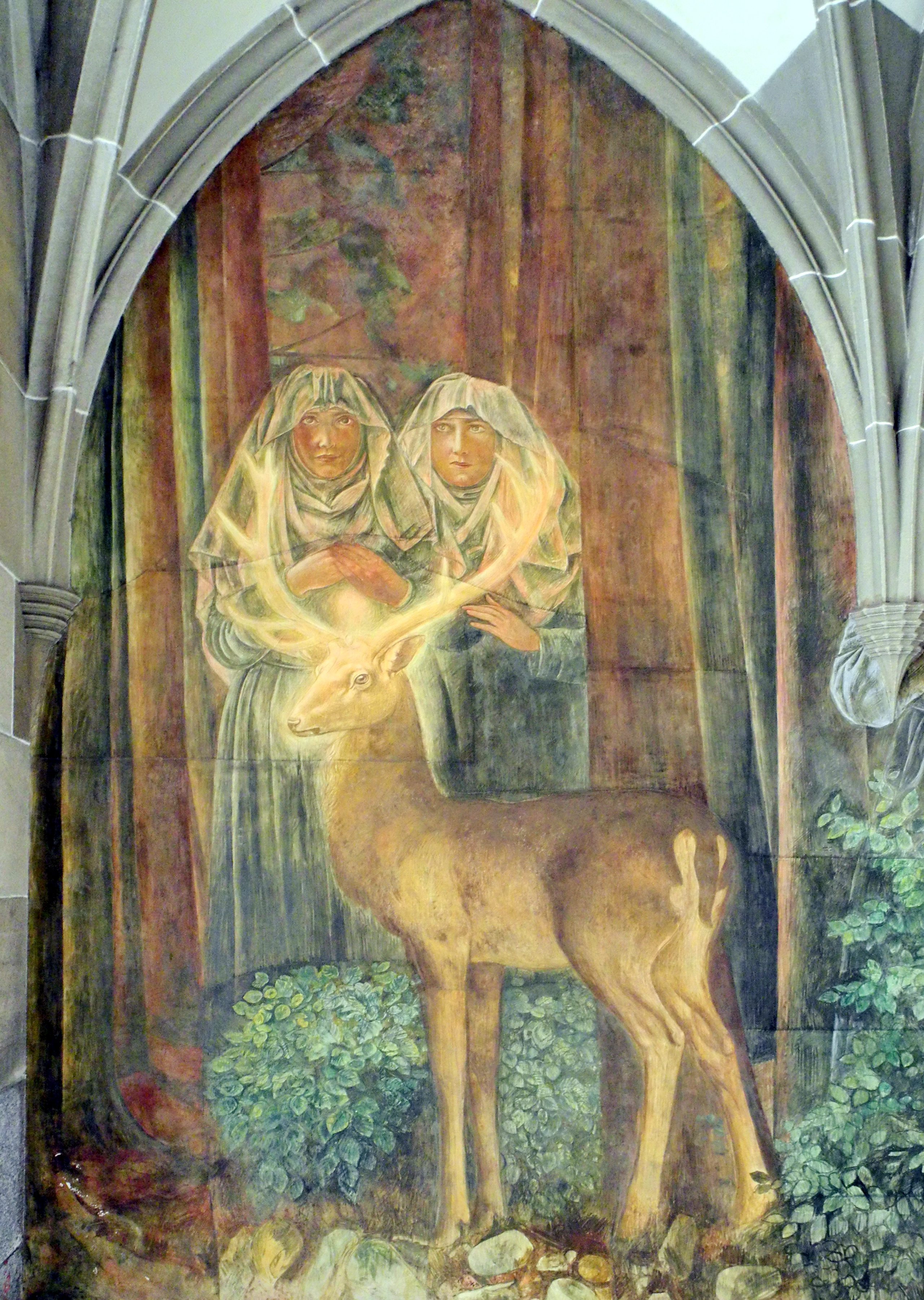
Fresco donde sale con su hermana de Paul Bodmer

Hildegarda (828-23 de diciembre de 856 u 859) era una de las hijas del rey carolingio de Francia Oriental Luis el Germánico y su esposa Emma de Altdorf. Fue abadesa de la Abadía de Fraumünster fundada por su padre, su hermana Bertha la sucedió como abadesa.

## Biografía
Era la primogénita de la pareja y había nacido un año antes de su boda. En el 844, se convirtió en abadesa de Münsterschwarzach, Baviera, iglesia propia de la corte carolingia fundada en el 780, antes de serlo de la abadía de Fraumünster fundada por su padre.
Según la leyenda, las dos hermanas vivían en el Castillo de Baldern y dirigiéndose a Zúrich para rezar en la capilla de Félix y Régula, se les apareció un ciervo luminoso que les indicó un camino a través del bosque que llevaba a un lugar propicio para erigir una iglesia.